# Бельгия на «Евровидении-1984»
Бельгия принимала участие в двадцать девятом выпуске телевизионного конкурса Евровидение-1984, который состоялся 5 мая в Муниципальном театре Люксембурга, Великое герцогство Люксембург. Страну представлял певец Жак Зегерс с песней Avanti la vie ("Вперёд, жизнь"), написанной им в соавторстве с Анри Серокой. По итогам голосования он занял пятое место из 19 стран, набрав 70 очков. Тем не менее, Avanti la vie стала предшественницей бельгийской заявки на Евровидение-1985 Laat me nu gaan в исполнении Линды Лепомм. Конкурс был показан двумя региональными вещателями Бельгии: RTBF на канале La Une с комментариями Жака Мерсьера на французском языке и VRT на канале VRT 1 с комментариями Люка Аппермонта на нидерландском языке. Глашатаем от Бельгии был Жак Оливье.

## До «Евровидения»

### Concours Eurovision de la Chanson '84
Между двумя региональными телекомпаниями RTBF в Валлонии и VRT во Фландрии имеется жребий, согласно которому они по очереди отвечают за организацию выбора бельгийской заявки. Так, RTBF отвечало за организацию выбора бельгийской заявки по чётным годам, а VRT — по нечётным. Обе телекомпании использовали различные методы отбора для выбора бельгийской заявки. Так, в 1983 году VRT организовывало национальный финал для выбора артиста и песни, представляющих Бельгию на Евровидение. Для участия в конкурсе 1984 года RTBF также организовало национальный финал под названием Concours Eurovision de la Chanson с участием нескольких артистов и песен. Он состоялся 2 марта 1984 года в студии RTBF в Брюсселе. Ведущей была Даниэль Сорнин де Лейса. Десять заявок было представлено, а победитель определялся путём подсчёта комбинации голосов 50:50, где 50% составляли голоса жюри, а остальные 50% составляли голоса случайно опрошенных 500 телезрителей. По итогам финала только четвёрка лучших конкурсантов была объявлена.
| Порядковый номер | Исполнитель       | Название песни                    | Место |
| ---------------- | ----------------- | --------------------------------- | ----- |
| 1                | Марианна Круа     | En écoutant Mahler                | —     |
| 2                | Альбер Дельшамбре | Trainer en ville                  | —     |
| 3                | Анн-Мари дю Брю   | Voyage                            | —     |
| 4                | Formule II        | Merci à la vie                    | 3     |
| 5                | Мартин Лоран      | Y'a des amours heureuses          | 2     |
| 6                | Джо Лемейр        | Je veux chanter l'hymne a l'amour | —     |
| 7                | Леонил Маккормик  | Donnez-moi des ailes              | —     |
| 8                | Night Force       | Lance un S.O.S.                   | —     |
| 9                | Франк Оливье      | L'amour est fort                  | 4     |
| 10               | Жак Зегерс        | Avanti la vie                     | 1     |

## На «Евровидении»
В Люксембурге Жак Зегерс выступал под номером 8, между Кипром и Ирландией. По итогам голосования он занял пятое место из 19 стран, набрав 70 очков, включая 12 очков от Франции и Люксембурга. Данный результат Бельгия разделила вместе с Италией. 12 очков бельгийское жюри присудило Ирландии. Дирижёром во время исполнения бельгийской заявки был Джо Карльер.

### Голосование
| Очки      | Страна                   |
| --------- | ------------------------ |
| 12 баллов | - Люксембург - Франция   |
| 10 баллов | - Португалия - Финляндия |
| 8 баллов  | - Нидерланды             |
| 7 баллов  |                          |
| 6 баллов  |                          |
| 5 баллов  | - Турция                 |
| 4 балла   | - Германия               |
| 3 балла   | - Австрия - Норвегия     |
| 2 балла   | - Испания                |
| 1 балл    | - Италия                 |

| Очки      | Страна         |
| --------- | -------------- |
| 12 баллов | Ирландия       |
| 10 баллов | Франция        |
| 8 баллов  | Дания          |
| 7 баллов  | Швеция         |
| 6 баллов  | Германия       |
| 5 баллов  | Швейцария      |
| 4 балла   | Турция         |
| 3 балла   | Испания        |
| 2 балла   | Великобритания |
| 1 балл    | Норвегия       |